# 備前日生信用金庫
備前日生信用金庫（びぜんひなせしんようきんこ）は、岡山県備前市伊部に本店を置く信用金庫。事業区域は岡山県全域及び兵庫県赤穂市、相生市、赤穂郡上郡町。支店は備前市の他、瀬戸内市、和気郡和気町、赤磐市、岡山市、赤穂市に置く。
2020年2月、備前信用金庫と日生信用金庫とが合併して発足した。存続金庫は備前信金で、合併後の本店・本部は備前信金本店・本部に置く。
経営環境が悪化する中、業務効率と営業力を高め、経営基盤を強化することが合併の目的としている。
発足と同時に設置した「経営コンサルティング室」と「地域応援課」を通じて、少子高齢化や中小事業者の減少が進む地域の活性化に向けた施策を強化するとしている。
合併に伴い、旧日生信用金庫本店営業部が日生営業部となるなど一部支店の名称変更が行われた。

## 沿革
- 2019年
  - 3月1日 備前信用金庫、日生信用金庫が合併を発表[2]。
  - 6月17日 備前信用金庫、日生信用金庫の通常総代会において合併決議。名称を「備前日生信用金庫」に決定[5]。
- 2020年
  - 2月3日 中国財務局より合併認可[6]。
  - 2月10日 備前日生信用金庫発足[4]。